# Vanzosaura rubricauda
Vanzosaura rubricauda is een hagedis uit de familie Gymnophthalmidae.

## Naam
Vanzosaura rubricauda werd voor het eerst wetenschappelijk beschreven door George Albert Boulenger in 1902. De soort behoorde lange tijd tot het geslacht Gymnophthalmus, waardoor de verouderde wetenschappelijke naam Gymnophthalmus rubricauda in de literatuur nog vaak wordt gebruikt. Het was lange tijd de enige soort uit het monotypische geslacht Vanzosaura. Tegenwoordig worden er echter drie soorten erkend. 
De wetenschappelijke geslachtsnaam Vanzosaura (vanzo-hagedis) is een eerbetoon aan de vooraanstaande Braziliaanse bioloog Paulo Emílio Vanzolini (1924-2013). De soortaanduiding rubricauda is een samenstelling van 'rood' (ruber) en 'staart' (cauda). 

## Verspreidingsgebied
De soort komt voor in delen van Zuid-Amerika in de landen Argentinië, Bolivia en Paraguay.

## Uiterlijke kenmerken
De hagedis heeft een langwerpig en slank lichaam met goed ontwikkelde poten. De staart is duidelijk langer dan het lichaam. De soortnaam rubricauda ('rode staart') slaat op de robijnrode kleur van de achterzijde van het lichaam. Vaak is niet alleen de staart rood gekleurd maar ook de achterpoten. 